# Geschwindigkeitssignal

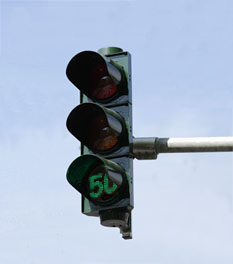
Geschwindigkeitssignal zeigt die empfohlene Fahrgeschwindigkeit von 50 km/h an.

Ein Geschwindigkeitssignal ist ein besonderes Lichtsignal einer Ampel, welches dem Fahrzeugführer eine bestimmte Geschwindigkeit empfiehlt. Hält der Fahrzeugführer die empfohlene Geschwindigkeit ein, wird er die nächste Ampel (theoretisch) bei Grün erreichen und ohne Halt passieren.

## Wirkung
Es hat sich gezeigt, dass sich bei fehlenden Hinweisen auf die günstigste Fahrgeschwindigkeit innerhalb einer grünen Welle der Fahrzeugpulk zunehmend auflöst. Der gleiche Effekt tritt auch bei sehr großen Abständen zwischen aufeinander folgenden Ampelanlagen auf. Die Folge ist, dass der kontinuierliche und homogene Verkehrsfluss innerhalb der grünen Welle unterbrochen wird. Mit Hilfe von Geschwindigkeitssignalen können die Spitze und der Schluss des Fahrzeugpulks gezielt verzögert bzw. beschleunigt werden, sodass ein Zusammenschließen des Fahrzeugpulks erreicht wird. Auf diese Weise bewegen sich alle Fahrzeuge eines Pulks theoretisch mit der berechneten Progressionsgeschwindigkeit fort und fahren in der grünen Welle mit.

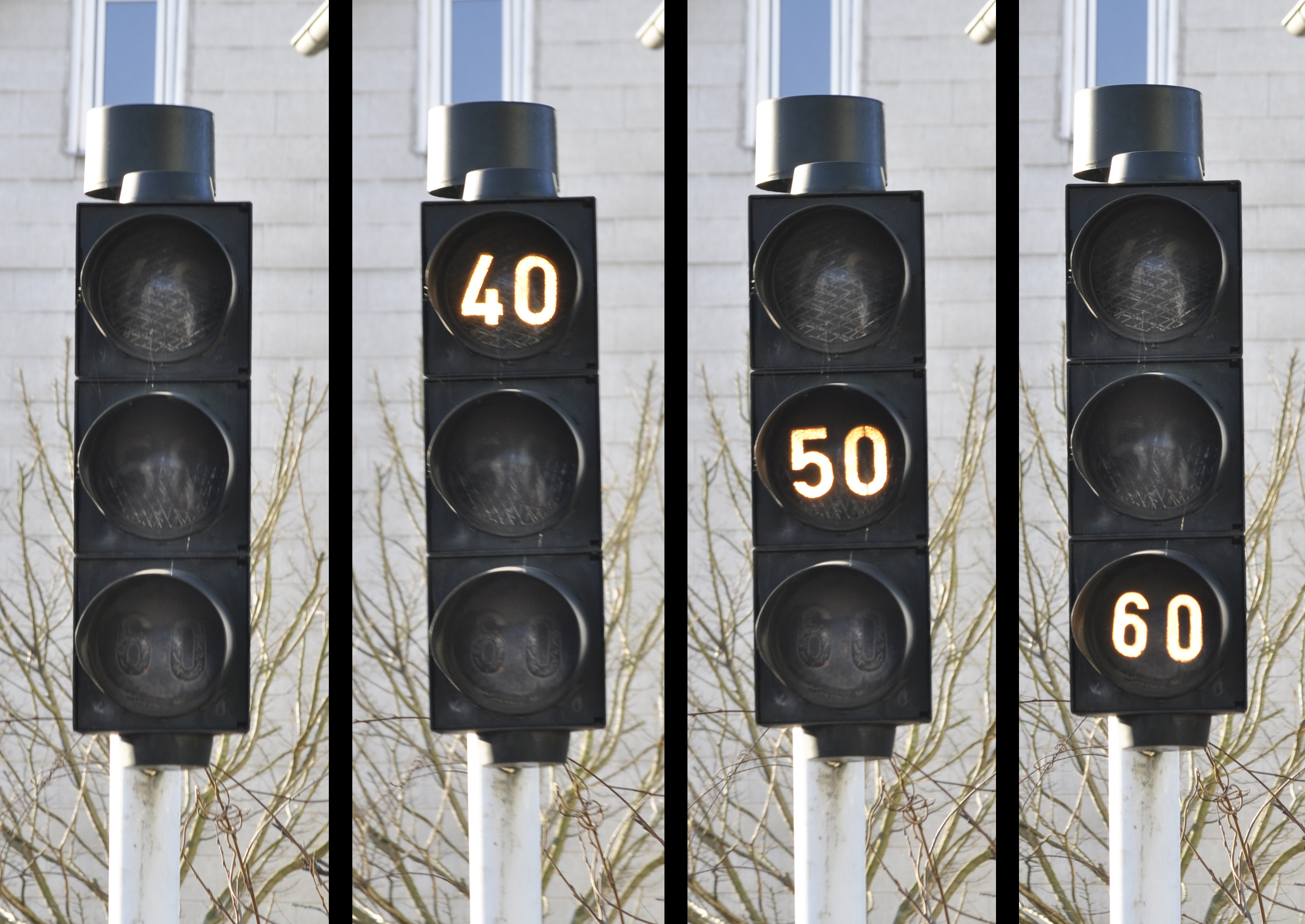
Geschwindigkeitssignale mit unterschiedlichen Fahrgeschwindigkeiten

## Anwendung
Geschwindigkeitssignale sind trotz ihrer Leistungsfähigkeit wenig verbreitet. Die Richtlinien sehen folgende Einsatzfälle vor:
- Steuerung des Fahrzeugpulks bei ungünstig koordinierten Grünzeiten innerhalb einer grünen Welle
- Überbrückung von Sprüngen in der Umlaufzeit einer grünen Welle
- Verhinderung der Fahrzeugpulkauflösung

## Signaltrichter
Geschwindigkeitssignale können auch als so genannter Signaltrichter genutzt werden. Die Fahrzeuge werden mit Hilfe mehrerer aufeinander folgender Geschwindigkeitssignale so zusammengefasst, dass sie rechnerisch die nächste Ampel oder die erste Ampel eines Straßenzuges bei Grün passieren. Um eine günstige Wirkung zu erzielen, sollte der Abstand zwischen den Geschwindigkeitssignalen dabei 200 bis 300 Meter betragen.

## Standorte
In Bauform einer Ampel:
- Burghausen, Geschwindigkeiten: 30, 40, 50
  - Burgkirchener Straße: 48° 10′ 9″ N, 12° 49′ 0″ O, 48° 10′ 16″ N, 12° 49′ 12″ O
  - Robert-Koch-Straße: 48° 9′ 58″ N, 12° 49′ 19″ O, 48° 10′ 6″ N, 12° 49′ 24″ O
- Düsseldorf, Bundesstraße 8, Geschwindigkeiten: Warnung, 60
  - Mecumstraße: 51° 12′ 2″ N, 6° 47′ 19″ O, 51° 12′ 2″ N, 6° 47′ 19″ O
  - Witzelstraße: 51° 12′ 2″ N, 6° 47′ 19″ O, 51° 11′ 49″ N, 6° 47′ 48″ O
  - Werstener Straße: 51° 11′ 49″ N, 6° 47′ 53″ O, 51° 11′ 47″ N, 6° 47′ 57″ O
- Flensburg, Geschwindigkeiten: 60, 70, 80
  - Osttangente: 54° 46′ 30″ N, 9° 27′ 35″ O,54° 45′ 43″ N, 9° 27′ 12″ O
- Göttingen
  - Bundesstraße 3 (Kasseler Landstraße), 51° 31′ 48″ N, 9° 53′ 40″ O, Geschwindigkeiten: 40, 50, 60
  - Kreuzbergring, Geschwindigkeiten: 30, 40, 50
- Haßloch auf der L532 zwischen Lachener Weg und Rennbahnstraße, Geschwindigkeit 40 km/h
- Neu-Anspach auf der Theodor-Heuss-/Adolf-Reichwein-Straße, insgesamt viermal, Geschwindigkeit 40 km/h
  - Ortseinwärts 50° 18′ 15″ N, 8° 30′ 59″ O sowie an der folgenden Ampel
  - Ortsauswärts 50° 18′ 0″ N, 8° 30′ 22″ O sowie an der folgenden Ampel
- Salzgitter, Ortsteile Lebenstedt und Bad
- Telgte auf der Bundesstraße 64
- Wiesbaden, Zietenring, Kurt-Schuhmacher-Ring auf Höhe der Kirche St. Elisabeth
- Wulfen, Hervester Straße in Richtung Bundesstraße 58 51° 42′ 45″ N, 7° 0′ 41″ O

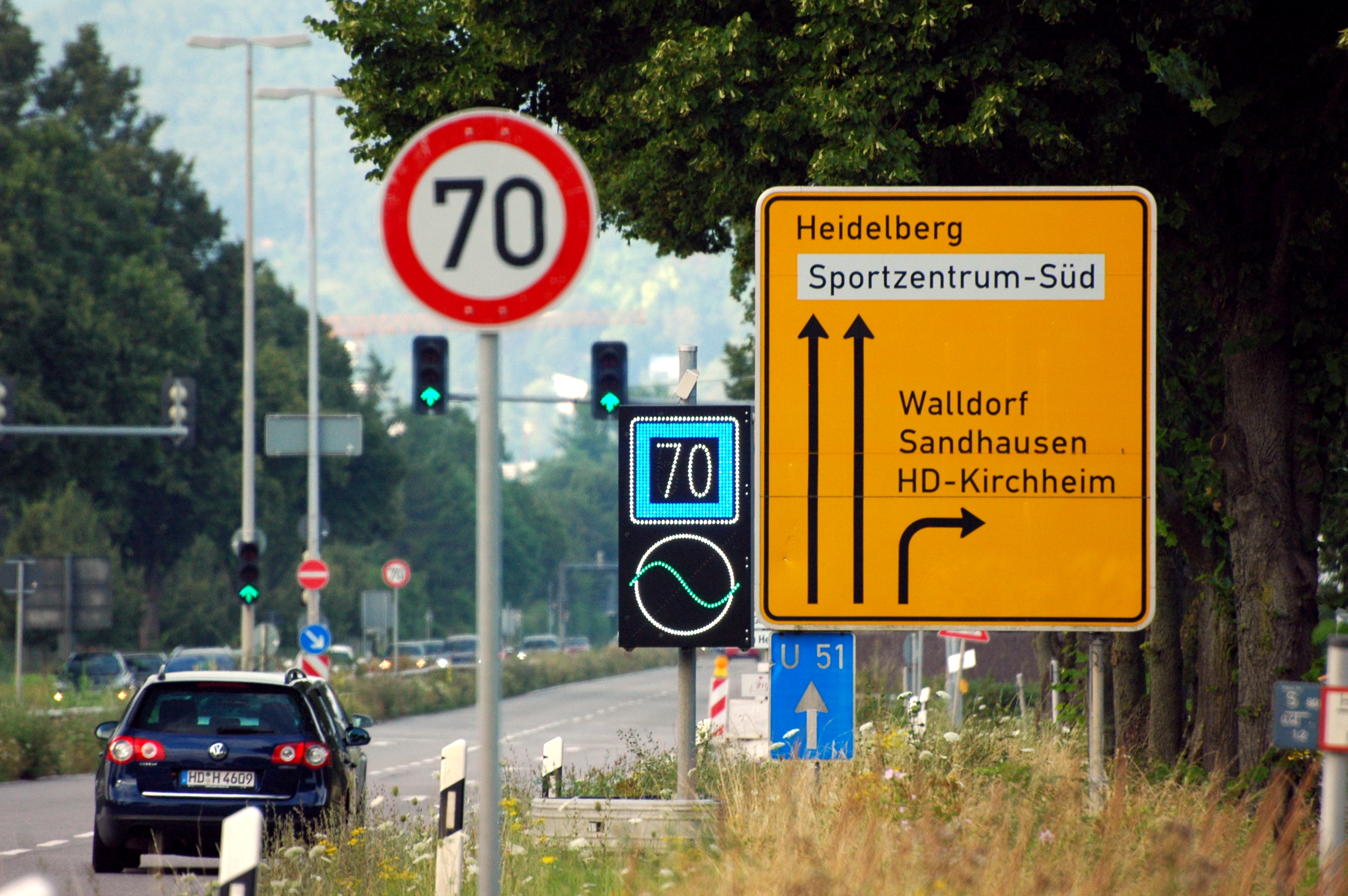
Geschwindigkeitssignal in Heidelberg, Speyerer Straße

- L562 Siegen-Seelbach, Siegen-Trupbach

Als Wechselverkehrszeichen:
- Berlin, Heerstraße auf Höhe Hausnummer 58 52° 30′ 29″ N, 13° 14′ 56″ O
- Dresden, Bergstraße direkt an der TU Dresden, stadtauswärts 51° 1′ 38″ N, 13° 43′ 53″ O
- Heidelberg, Speyerer Straße (49° 22′ 55,1″ N, 8° 39′ 12,9″ O) und Berliner Straße, seit 2009[4]

Als Wechselverkehrszeichen in den USA:
- In Longview, Washington, 15th Avenue, auf Höhe des East Kessler Blvd[5] (abgebaut) 46° 7′ 37″ N, 122° 56′ 28″ W[6] Grundlage war eine umgebaute Geschwindigkeitsanzeigeanlage.

## Normen und Standards
Deutschland:
- Richtlinien für Lichtsignalanlagen (RiLSA)